# Гулак, Дрю
Дрю Гула́к (англ. Drew Gulak, род. 28 апреля 1987, Филадельфия, Пенсильвания) — американский рестлер, в настоящее время выступающий в WWE на бренде SmackDown. Он бывший однократный чемпион WWE в первом тяжёлом весе и восьмикратный чемпион WWE 24/7.
Ранее Гулак был наиболее известен по своей работе в Combat Zone Wrestling (CZW), где он был однократным чемпионом мира CZW в тяжёлом весе. Он также работал в других независимых организациях, включая Chikara, Evolve и Pro Wrestling Guerrilla.

## Личная жизнь
Гулак — еврей. Он выпускник Северо-восточной средней школы, вырос в городе Филадельфия. Его младший брат Рори также был рестлером, выступавшим исключительно на независимой сцене. Гулак также работает в WWE Performance Center в качестве тренера.
Гулак близко дружит с такими рестлерами, как Риддл, Оней Лоркан, Тимоти Тэтчер, Орандж Кэссиди, Трейси Уильямс и покойный Дэнни Хавок, которому он отдал дань уважения во время матча за титул интерконтинентального чемпиона WWE против Эй Джей Стайлза.

## Титулы и достижения
- Beyond Wrestling
  - Турнир завтрашнего дня 3:16 (2014) — с Биффом Бьюсиком[4]
- Championship Wrestling from Hollywood
  - Командный чемпион наследия CWFH (1 раз) — с Тимоти Тэтчером[5][6]
- Chikara
  - Кампеонатос де Парехас (1 раз) — с Огненным муравьем[7][8]
  - Король трио (2011) — с Огненным муравьем и Зёленым муравьем[9][10][11]
  - Командное гран-при мира (2008) — с Огненным муравьем[7][12]
  - Торнео Кибернетиро (2014)[7][9]
- Combat Zone Wrestling
  - Чемпион мира CZW в тяжёлом весе (1 раз)[13][14][15]
  - Командный чемпион мира CZW (2 раза) — с Энди Самнером[13][16]
  - Чемпион Wired TV CZW (1 раз)[13][17]
  - Королевская битва памяти Криса Кэша (2005)[18]
  - Пятый чемпион Тройной короны
- DDT Pro-Wrestling
  - Чемпион железных людей в хеви-металлическом весе (1 раз)[19][20]
- Eastern Wrestling Alliance
  - Чемпион EWA в полутяжёлом весе (1 раз)[21]
  - Командный чемпион EWA (1 раз) — с Энди Самнером[22]
- Evolve
  - Командный чемпион Evolve (1 раз) — с Трейси Уильямсом[23][24]
  - Турнир «Битва стилей» (2013)[25][26]
- New York Wrestling Connection
  - Мастер ковра (2014)[27]
- Pro Wrestling Illustrated
  - № 60 в топ 500 рестлеров в рейтинге PWI 500 в 2020[28]
- United Wrestling Network
  - Командный чемпион UWN (1 раз) — с Тимоти Тэтчером[29][30]
- WWE
  - Чемпион 24/7 WWE (8 раз)[31][32]
  - Чемпион WWE в первом тяжёлом весе (1 раз)[33][34]
  - Slammy Award (1 раз)
    - Самый креативное удержание года 24/7 (2020) Переоделся уборщиком на WWE Raw, 5 октября

### Luchas de Apuestas
| Победитель                                | Проигравший                | Место                     | Шоу              | Дата        | Прим. |
| ----------------------------------------- | -------------------------- | ------------------------- | ---------------- | ----------- | ----- |
| Огненный муравей и Муравей-солдат (маски) | Чак Тейлор и Икар (волосы) | Филадельфия, Пенсильвания | Aniversario Yang | 24 мая 2009 |       |